# باول ميراندا
باول ميراندا (بالإنجليزية: Paul Miranda)‏ هو لاعب كرة قدم أمريكية أمريكي، ولد في 2 مايو 1976 في بروكلين في الولايات المتحدة.

## وصلات خارجية
- باول ميراندا على موقع مرجع كرة القدم المحترفة.كوم (الإنجليزية)